# Sophie de Brégis
Sophie de Brégis, comtesse d'Averne, död efter 1723, var en fransk adelskvinna. Hon är känd som mätress till Frankrikes regent hertig Filip II av Orléans.

## Biografi
Sophie de Brégis var enligt motstridiga uppgifter dotter till antingen marquis de Brézé, medlemmen i Parisparlamentet M. de Brégis, eller M. du Rivaux. Hon gifte sig med greven Ferrand d'Averne, som var löjtnant i kungliga gardet. Efter giftermålet tycks hon har prostituerat sig som kurtisan och varit mätress till Louis François Armand de Vignerot du Plessis de Richelieu och Marquis d'Alincourt.
År 1721 lämnades Filip II av Orléans av sin mätress Marie-Madeleine de Parabère och hennes ersättare Marie-Thérèse Blonel de Phalaris avskedades strax därpå, varefter Sophie de Brégis blev hans mätress. Hennes make betalades och mottog en militär befordran och förklarade sig nöjd. Filip II av Orléans höll en stor, påkostad fest till hennes ära den 30 juli 1721 i Saint-Cloud, som blev en skandal i tidens skvallerkrönika. Förhållandet gav upphov till en ström smädeskrifter i Paris. En del påtalade saken genom att göra parodi på "Kungen är död, leve konungen!" genom att skriva "Madame de Parabère är död, leve d'Averne!".
Förhållandet var mycket uppmärksammat men varade i bara några månader, eftersom Filip II av Orléans samma år avslutade det. En orsak som angavs var att hon hade varit otrogen med Duc de Richelieu och att hon blivit ersatt av Filips systerdotter Mlle de Charolais. d'Averne omtalas senast 1723, då hon fortfarande var verksam som kurtisan.